# وزارة الاتصالات والاقتصاد الرقمي (فلسطين)
وزارة الاتصالات والاقتصاد الرقمي الفلسطينية هي الوزارة المسؤولة عن تنظيم وإدارة ورقابة قطاع الاتصالات في فلسطين، وتقويم أداء الجهات المرخصة بما في ذلك رقابة أسعار خدماتها ومستويات جودة الخدمة التي يجب تقديمها، بالإضافة إلى تنظيم عمل البريد في فلسطين والاتصالات السلكية واللاسلكية وفتح سوق الاتصالات أمام المشغلين الجدد والترخيص لهم وتنظيم خدمات الإنترنت وغيرها من الأمور المتعلقة بالاتصالات وتكنولوجيا المعلومات في فلسطين. يقع مقر الوزارة في مدينة البيرة.

## التسمية
تأسست الوزارة عام 1994 تحت اسم "وزارة الاتصالات"، وكان أول وزير لها هو عبد الحفيظ الأشهب. لاحقًا تحول اسمها إلى "وزارة الاتصالات وتكنولوجيا المعلومات".
وفي عام 2024، تغير اسمها إلى "وزارة الاتصالات والاقتصاد الرقمي" ضمن حكومة محمد مصطفى، ولاحقًا في 30 سبتمبر 2024 أصدر الرئيس محمود عباس قرارًا بقانون لإقرار تغيير اسم الوزارة الجديد.